# Посланник (дипломатія)
Посланник - 1) відповідно до прийнятої в сучасному міжнародному праві класифікації, закріпленої у Віденській конвенції про дипломатичні відносини 1961 р., це голова дипломатичного представництва-установи ІІ класу. 

## Тлумачення
Повне офіційне найменування, яке використовується в міжнародній практиці, - Надзвичайний Посланник і Повноважний Міністр (англ. Envoy Extraordinary and Minister Plenipotentiary), скорочено - Повноважний Міністр, чи просто Міністр. 
На відміну від повіреного у справах, посланник, як і посол, акредитуються при главі держави; 
Дипломатичний ранг, який присвоюється дипломатичному персоналу органів зовнішніх зносин, або дипломатичним працівникам дипломатичних установ на території конкретної країни.

## Особливості статусу в Україні
В Україні ранг "посланник" поділяють на два класи:
- Надзвичайний і Повноважний Посланник першого класу — державний службовець 2 рангу
- Надзвичайний і Повноважний Посланник другого класу — державний службовець 3 рангу

## Дивись також
- Дипломатичний ранг
- Український дипломатичний корпус

## Джерело
- Абдо-Ясінська Л. І., Антонов Н. В., Балицька Н. М., Бедрій Р. Б., Біленко Ю. І. Український дипломатичний словник [Архівовано 4 березня 2016 у Wayback Machine.]. Київ, Знання, 2011. 495 с.